# Morozovella angulata
Morozovella angulata White, 1928, es una especie extinta de foraminífero planctónico del género Morozovella, de la Familia Truncorotaloididae y de la Superfamilia Globorotalioidea y del Orden Globigerinida. Su rango cronoestratigráfico abarca desde el Selandiense superior (Paleoceno medio) hasta el Ypresiense inferior (Eoceno inferior).

## Lista de sinonimias
- 1928 Globigerina angulata White, p. 291, lám. 27, figs. 13a-c.

## Discusión
Clasificaciones posteriores han incluido Morozovella angulata en la Familia Truncorotaloidinoidea.